# Olaf Müller (Politiker)

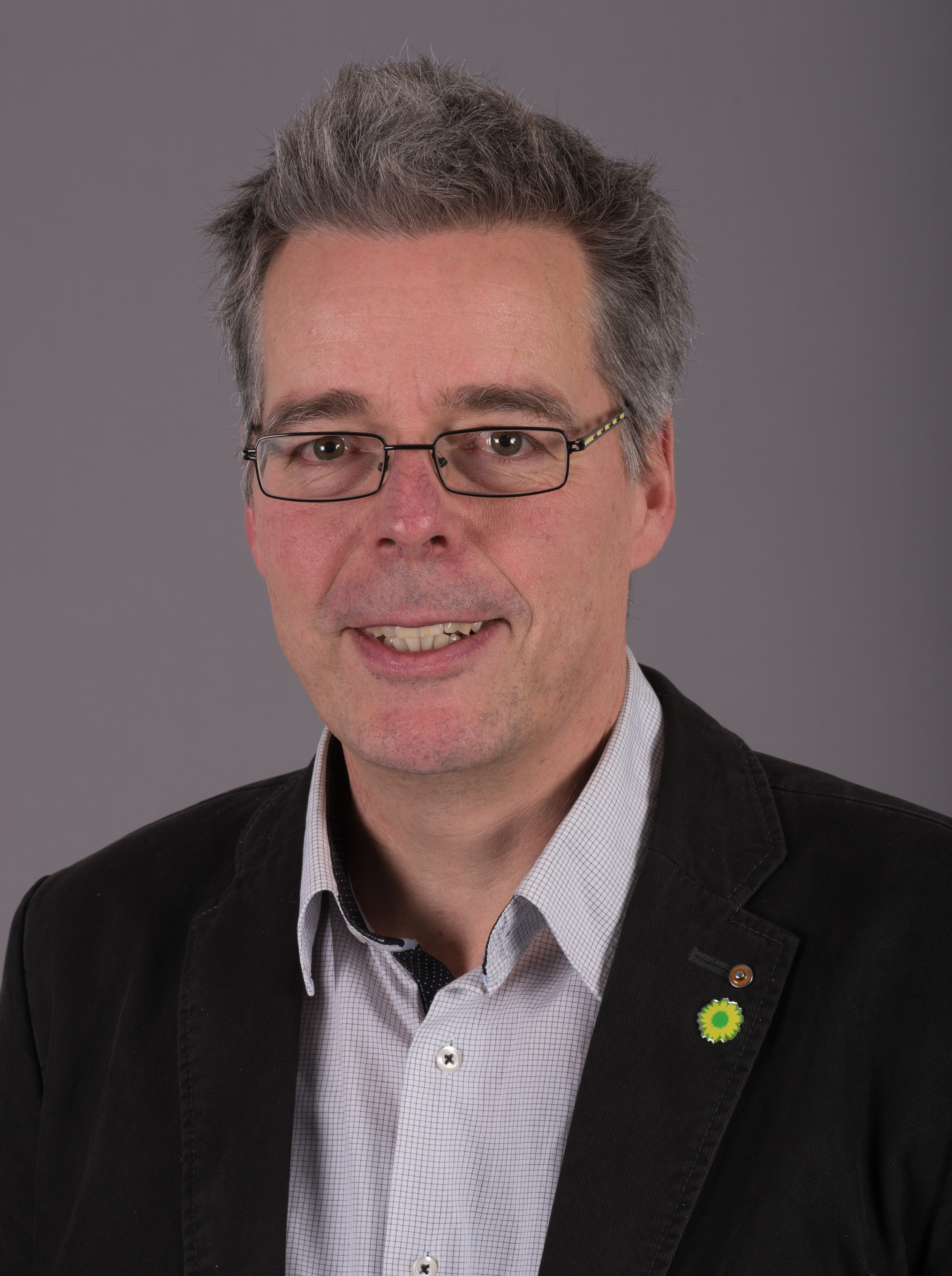
Olaf Müller, 2016

Olaf Müller (* 10. Dezember 1963 in Varel) ist ein deutscher Politiker (Bündnis 90/Die Grünen). Er war von 2015 bis 2024 Mitglied des Thüringer Landtags.

## Ausbildung und Beruf
Müller wuchs in Bremen in einem sozialdemokratisch geprägten Elternhaus auf. Nach dem Abitur verweigerte er den Wehrdienst und absolvierte seinen Zivildienst in einer evangelischen Kirchgemeinde. Nach einem einjährigen Sprachstudienaufenthalt an der Universität Málaga nahm er 1986 ein Studium der Biologie in der Westfälischen Wilhelms-Universität Münster auf. Nach dem Vordiplom wechselte er für ein Jahr an die Philipps-Universität Marburg; 1992 schloss er das Studium schließlich an der Carl von Ossietzky Universität Oldenburg als Diplom-Biologe ab. Anschließend arbeitete er dort kurzzeitig als wissenschaftlicher Mitarbeiter; 1993 wechselte er auf eine Doktorandenstelle an der Friedrich-Schiller-Universität Jena, verließ die Universität jedoch 1995 und wurde Mitarbeiter eines Jenaer Ingenieurbüros, der Geologischen Land- und Bodenuntersuchung GmbH (GLU); später Gesellschaft für Geotechnik, Landschafts- und Umweltplanung mbH. 1996 stieg er zum Geschäftsführer und 2002 zum Geschäftsführenden Gesellschafter des Unternehmens auf. Parallel zu seiner beruflichen Tätigkeit absolvierte er von 1999 bis 2001 eine Weiterbildung zum Betriebswirt (VWA) an der Verwaltungs- und Wirtschaftsakademie Erfurt.

## Politischer Werdegang
Seit seiner Studienzeit gehört Müller den Grünen an. Bei der Bundestagswahl 2013 kandidierte er für das Direktmandat im Bundestagswahlkreis Gera – Jena – Saale-Holzland-Kreis und erhielt 4,8 Prozent der Erststimmen. Für die Landtagswahl in Thüringen 2014 wurde er auf Platz 8 der Landesliste seiner Partei gewählt; zudem erhielt er 9,6 Prozent der Stimmen als Direktbewerber im Wahlkreis Jena II. Er verfehlte zunächst den Einzug in den Landtag. Am 16. Oktober 2015 zog er als Nachrücker für Anja Siegesmund in den Thüringer Landtag ein. Bei der Bundestagswahl 2017 kandidierte er erfolglos im Bundestagswahlkreis Jena – Sömmerda – Weimarer Land I. Bei der Landtagswahl 2019 zog er über die Landesliste erneut in den Landtag ein. Ab März 2020 war er stellvertretender Fraktionsvorsitzender und Sprecher der Fraktion für Haushalt, Finanzen, Wirtschaft, Wissenschaft, Tourismus und Petitionen. Bei der Landtagswahl 2024 kandidierte er nicht erneut.